# Račinovci
Račinovci – wieś we wschodniej Chorwacji, w żupanii vukowarsko-srijemskiej, w gminie Drenovci. W 2011 roku liczyła 700 mieszkańców.
W 2001 roku wieś liczyła 982 mieszkańców – 483 mężczyzn i 499 kobiet.